# Carlo Cotumacci
Carlo Cotumacci (okolo 1790? Villa Santa Maria, region Abruzzo – 29. července 1785 Neapol) byl italský varhaník, hudební skladatel a pedagog.

## Život
Narodil se v provincii Chieti kolem roku 1709. Jeho rodiče byli Peter a Barbara De Ciullo. Již ve velmi raném věku ukázal mimořádné hudební nadání a byl přijat na neapolskou konzervatoř Conservatorio dei poveri di Gesù Cristo. Jeho učiteli byli mimo jiné Francesco Durante a Nicola Porpora. Po dokončení studia působil jako varhaník v různých neapolských kostelech a věnoval se kompozici chrámové hudby. Od roku 1737 byl členem spolku neapolských hudebníků Congregazione dei musici di Napoli. V roce 1749 se stal varhaníkem v kostele S. Casa dell'Annunziata s platem třicet dukátů za měsíc, který mu zůstal i když kostel později vyhořel. Byl vyhledávaným hudebním pedagogem. Na konzervatoři Conservatorio di S. Onofrio a Capuana učil až do své smrti v roce 1785. Mezi jeho žáky byli skladatelé Giovanni Furno, Giovanni Paisiello a Giacomo Insanguine.
Zemřel v Neapoli dne 29. července 1785. Jeho syn Matteo Cotumacci (1739–1804) se stal rovněž hudebním skladatelem.

## Dílo

### Chrámové skladby
- Messa di requiem per due voci e organo (1727)
- Messa dei defunti a cinque ed otto voci in fa minore con accompagnamento di violini, oboe, tromba e basso (segn. X 2184)
- Messa di requiem a tre voci
- Responsori per la settimana santa per le voci di soprano, contralto, tenore e basso, con accompagnamento di basso continuo
- Te Deum a più voci con VV. Oboe e Trombe
- In Dominica Pentecoste Sequentia per voci di soprano, contralto, tenore e baritono, con accompagnamento di violini, oboe e trombe
- Cogitavit Dominus per voce di soprano) con accompagnamento di violini, corno e basso (22.6.9);
- Messa funebre a cinque voci con accompagnamento di violini, oboe, tromba e basso
- Messa nel 6º tuono per due soprani, o tenori e basso continuo
- Messa della Beata Vergine a canto fermo
- Kyrie e Gloria in Pastorale per due soprani e basso continuo
- Nunc dimittisa 4 voci in canone

### Instrumentální hudba
- Partimenti 42per cembalo
- Principî e regole di partimenti con tutte le lezioni
- Regole e principî di sonare e Lezioni di partimenti
- Libro d'intavolatura, trentanove piccoli pezzi in forma di studio per cembalo
- Sonata in re maggiore per cembalo
- Regole e principî di ben sonare il cembalo
- Toccate per cembalo
- Introduzione e sonata, offertorio per organo
- 3 Trattenimenti fugati per organo